# BALLAD〜名もなき恋のうた〜 (alanの曲)
『BALLAD〜名もなき恋のうた〜』（バラッド なもなきこいのうた）は、alanの日本における10枚目のシングル。

## 解説
- 2009年9月2日にavex traxよりリリースされた。DVD付き版あり。
- 表題曲は同名映画の主題歌で、前作から2作連続で映画主題歌を担当している。
- カップリングには、以前にインターネット配信された「幸せの鐘」の2009年バージョンが収録されている。
- 楽譜はヤマハ「ぷりんと楽譜」から出ている。
- alanのシングルでは現在『久遠の河』『RED CLIFF〜心・戦〜』に次ぎ3番目の売り上げである。

## 収録曲

### CD
全作曲：菊池一仁
1. BALLAD〜名もなき恋のうた〜
作詞：kenko-p / 編曲：中野雄太
2. 幸せの鐘（2009 ver.）
作詞：御徒町凧 / 編曲：tasuku
3. BALLAD〜名もなき恋のうた〜（Instrumental）
4. 幸せの鐘（2009 ver.）（Instrumental）

### DVD
1. BALLAD〜名もなき恋のうた〜 (Music Clip)
2. BALLAD〜名もなき恋のうた〜 (Making Clip)